# ŽĎAS
ŽĎAS a.s. (Ждяс а эс) — машиностроительно-металлургический комбинат, одно из крупнейших предприятий в Чехии.
Выпускает кузнечно-прессовое оборудование, ковочные прессы, оборудование для обработки металлолома, оборудование для обработки прокатных изделий; отливки, поковки, слитки и модели (в основном для автомобильной промышленности). Примерно 50 % продукции идёт на экспорт (поставляется почти в пятьдесят стран мира).

## Награды компании
- Золотая медаль на 22-й Международной машиностроительной ярмарке в Брно за контейнерные гидравлические ножницы для резки металлолома CNS 400 K.[3]
- Золотой ковш на 8 международной литейной ярмарке FOND-EX 2000 в категории «Отливки экстремального качества».[3]
- Золотой ковш на 10 международной литейной ярмарке FOND-EX 2002 в категории «Отливки экстремального качества».[3]